# Naturschutzgebiet Laubmisch- und Erlenwald Höllinghofen
Das Naturschutzgebiet Laubmisch- und Erlenwald Höllinghofen mit einer Flächengröße von 46,6 ha liegt östlich von Schloss Höllinghofen im Stadtgebiet von Arnsberg im Hochsauerlandkreis. Es wurde 1998 mit dem Landschaftsplan Arnsberg durch den Kreistag des Hochsauerlandkreises als Naturschutzgebiet (NSG) mit einer Flächengröße von 34,5 ha und dem Namen Naturschutzgebiet Laubmisch- und Erlenwald östlich Höllinghofen ausgewiesen. Bei der Neuaufstellung des Landschaftsplanes Arnsberg durch den Kreistag 2021 wurde das NSG dann mit leicht geändertem Namen erneut ausgewiesen und deutlich vergrößert. Das NSG bestand aus zwei Teilflächen, die durch die Landstraße 732 voneinander getrennt werden. Im Osten trennt nur die Obere Ruhrtalbahn das NSG vom Naturschutzgebiet Ruhrtal.

## Weitere Schutzausweisung
Das NSG-Gebiet wurde 2004 auch als FFH-Gebiet Luerwald und Bieberbach (DE-4513-301) und als EU-Vogelschutzgebiet Luerwald und Bieberbach (DE-4513-401) im Rahmen der EU Natura 2000-Gebiete ausgewiesen.

## Gebietsbeschreibung
Im NSG handelt es sich um das dortige Mischwaldgebiet mit Rotbuchen und Eichen auf dem flachen, von einigen naturnahen Quellrinnsalen durchzogenen Ruhrtalhang. Der Landschaftsplan führt zum NSG aus: „Auch ein Feuchtwald mit Erlen gehört zum NSG. Einige Altbäume in dem auch sonst strukturreichen Bestand erreichen außerordentliche Wuchshöhen und Brusthöhendurchmesser. Der Erlenwald am Rand der Ruhraue zwischen L 732 und Bahntrasse ist zwar von den Verkehrsanlagen umschlossen, hat aber trotzdem besondere Bedeutung als Refugialebensraum für ein spezialisiertes faunistisches und floristisches Artenspektrum.“
Im denkmalgeschützten Schlosspark im NSG steht die Benediktkapelle.

## Spezielle Schutzzwecke für das NSG
Laut Landschaftsplan erfolgte die Ausweisung zum:
- „Schutz, Erhaltung und Entwicklung eines heterogenen Waldlebensraumkomplexes aus Buchen-Eichenmischwäldern und Erlen-Feuchtwäldern;“
- „Erhaltung der naturnahen Bestockung, von Althölzern und Quellrinnsalen;“
- „Erhaltung der hohen Strukturvielfalt;“
- „Schutz und Erhaltung von landeskundlich bedeutsamen Teilen eines denkmalgeschützten Landschaftsparks;“
- „Sicherung der Kohärenz und Umsetzung des Europäischen Schutzgebietssystems Natura 2000.“
- „Das NSG dient auch der nachhaltigen Sicherung von besonders schutzwürdigen Lebensräumen nach § 30 BNatSchG und von Vorkommen seltener Pflanzenarten und Pflanzengesellschaft.“[2]